# Indianapolis 500 in 1914

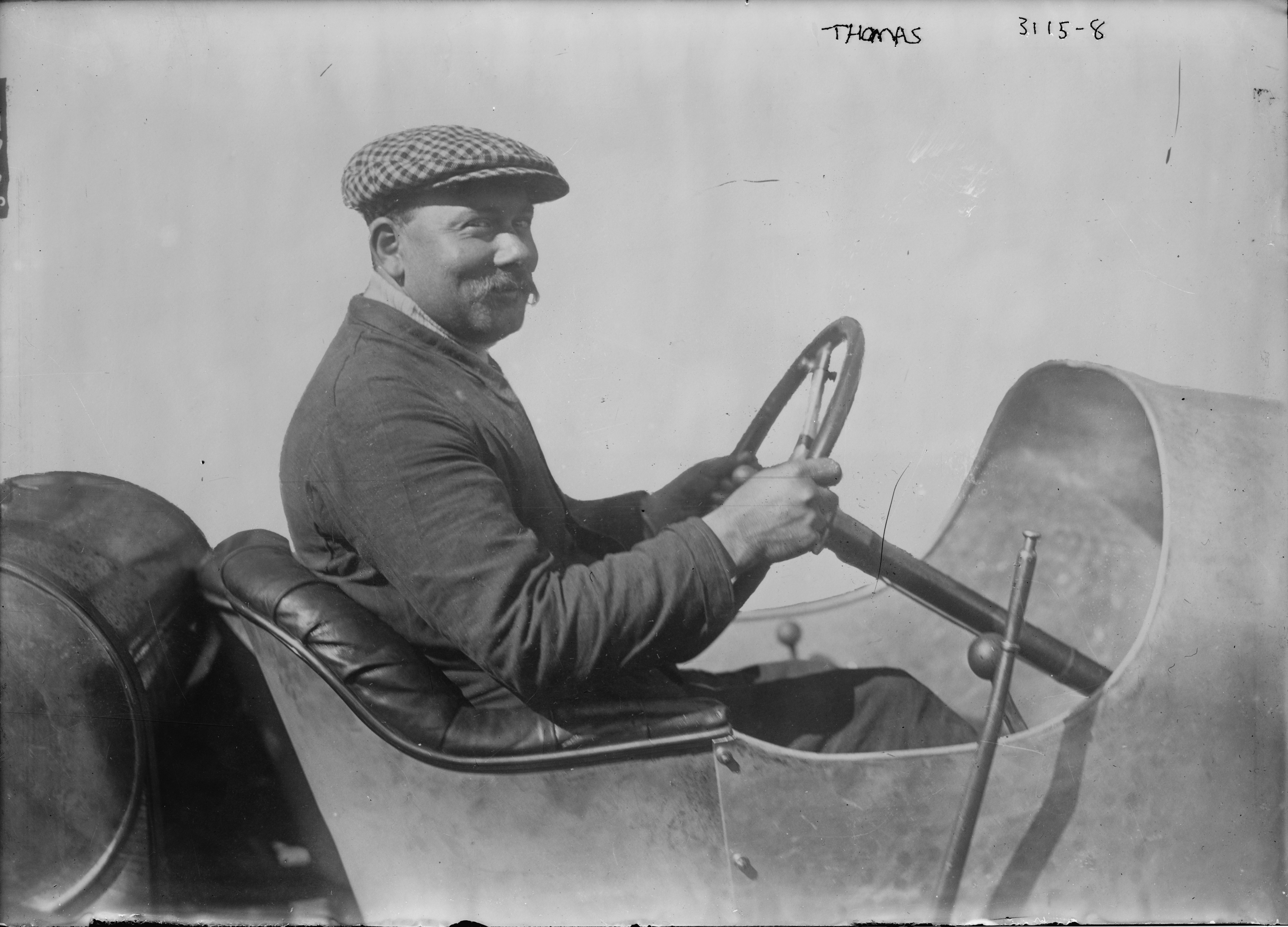
René Thomas in de Indy 500 van 1914

De 4e Indianapolis 500 werd gereden op zaterdag 30 mei 1914 op de Indianapolis Motor Speedway. Frans coureur René Thomas won de race.

## Startgrid
De startvolgorde werd bepaald door loting.
| Rij | Binnen           | Mid-links       | Mid-rechts      | Buiten             |
| --- | ---------------- | --------------- | --------------- | ------------------ |
| 1   | Pace car         | Jean Chassagne  | Teddy Tetzlaff  | Howdy Wilcox       |
| 2   | William Chandler | Billy Carlson   | Ralph Mulford   | Josef Christiaens  |
| 3   | Art Klein        | Caleb Bragg     | Arthur Duray    | Albert Guyot       |
| 4   | Billy Knipper    | George Mason    | Earl Cooper     | René Thomas        |
| 5   | Gil Anderson     | Joe Dawson      | Ernst Friedrich | Jules Goux         |
| 6   | Ray Gilhooley    | S.F. Brock      | Bob Burman      | Eddie Rickenbacker |
| 7   | Louis Disbrow    | Spencer Wishart | Harry Grant     | Charles Keene      |
| 8   | Willie Haupt     | Georges Boillot | Barney Oldfield |                    |

## Race
| #                                  | Coureur            | Auto               | Ronden | Opgave     |
| ---------------------------------- | ------------------ | ------------------ | ------ | ---------- |
| 1                                  | René Thomas        | Delage             | 200    |            |
| 2                                  | Arthur Duray       | Peugeot            | 200    |            |
| 3                                  | Albert Guyot       | Delage             | 200    |            |
| 4                                  | Jules Goux         | Peugeot            | 200    |            |
| 5                                  | Barney Oldfield    | Stutz              | 200    |            |
| 6                                  | Josef Christiaens  | Excelsior          | 200    |            |
| 7                                  | Harry Grant        | Sunbeam            | 200    |            |
| 8                                  | Charles Keene      | Keene-Wisconsin    | 200    |            |
| 9                                  | Billy Carlson      | Maxwell            | 200    |            |
| 10                                 | Eddie Rickenbacker | Duesenberg         | 200    |            |
| 11                                 | Ralph Mulford      | Mercedes-Peugeot   | 200    |            |
| 12                                 | Willie Haupt       | Duesenberg         | 200    |            |
| 13                                 | Billy Knipper      | Keeton-Wisconsin   | 200    |            |
| 14                                 | Georges Boillot    | Peugeot            | 141    | Mechanisch |
| 15                                 | Ernst Friedrich    | Bugatti            | 134    | Mechanisch |
| 16                                 | Louis Disbrow      | Burman-Wisconsin   | 128    | Mechanisch |
| 17                                 | Spencer Wishart    | Mercer             | 122    | Mechanisch |
| 18                                 | Earl Cooper        | Stutz              | 118    | Mechanisch |
| 19                                 | Caleb Bragg        | Mercer             | 117    | Mechanisch |
| 20                                 | Art Klein          | King-Wisconsin     | 87     | Mechanisch |
| 21                                 | William Chandler   | Mulford-Duesenberg | 69     | Mechanisch |
| 22                                 | Howdy Wilcox       | Fox-Pope Hartford  | 67     | Mechanisch |
| 23                                 | George Mason       | Duesenberg         | 66     | Mechanisch |
| 24                                 | Bob Burman         | Burman-Wisconsin   | 47     | Mechanisch |
| 25                                 | Joe Dawson         | Marmon             | 45     | Ongeval    |
| 26                                 | Gil Anderson       | Stutz              | 42     | Mechanisch |
| 27                                 | Ray Gilhooley      | Isotta             | 41     | Ongeval    |
| 28                                 | Teddy Tetzlaff     | Maxwell            | 33     | Mechanisch |
| 29                                 | Jean Chassagne     | Sunbeam            | 20     | Ongeval    |
| 30                                 | S.F. Brock         | Mercer-Wisconsin   | 5      | Mechanisch |
| Gemiddelde snelheid : 132,729 km/h |                    |                    |        |            |